# لينا اسكو
لينا اسكو (بالإنجليزية: Lina Esco)‏ (من مواليد 14 مايو 1985) هي ممثلة اميركية ومنتجة ومخرجة وتعتبر ناشطة. ظهرت في كثير من الأعمال، منها لندن (2005)، (Kingshighway (2010 , ومؤخرا حملة حرر الحلمة

## روابط خارجية
- لينا اسكو على موقع IMDb (الإنجليزية)
- لينا اسكو على موقع ألو سيني (الفرنسية)
- لينا اسكو على موقع أول موفي (الإنجليزية)
- لينا اسكو على موقع قاعدة بيانات الفيلم (الإنجليزية)
- لينا اسكو على موقع كينوبويسك (الروسية)